# Rébellion de Wang Ling
Trois Rébellions au Shouchun
La Rébellion de Wang Ling, ou Première Rébellion au Shouchun, est une révolte fomentée par Wang Ling (en), un général du Royaume de Wei, dont le but est d'écarter du pouvoir Sima Yi, le régent du Wei, et son clan. Cette rébellion éclate en 251 et est la première d'une série de trois rébellions qui vont secouer le Shouchun(壽春) pendant la décennie 250, durant la période des Trois Royaumes de l'Histoire de la Chine.

## La situation avant la révolte
Les trois rébellions qui éclatent au Souchun, ont toute une cause commune : l'incident des tombes de Gaoping, survenu en 249. Cet incident est en réalité un coup d'État orchestré par Sima Yi, pour se débarrasser de Cao Shuang, le corégent du Wei, et s'assurer la mainmise du clan Sima sur le gouvernement du Wei.
Wang Ling, est un général du royaume du Wei, ainsi qu'un gouverneur influent. Il a le rang de "Général Qui Attaque l'Est" (征東將軍) et commande les affaires militaires de la province de Yang. En 241, Quan Cong (en), général du royaume de Wu, attaque avec des centaines d'hommes une digue du Wei à Quebei (芍陂). Wang Ling prend la tête d'une armée pour contrer cette invasion et réussit à repousser les troupes ennemies après plusieurs jours de combat. Pour sa bravoure, Wang Ling est promu "Général des Chariots et de la Cavalerie" (車騎將軍), et reçoit le titre de "Marquis de Nan" (南鄉侯), soit un marquisat comptant 1 350 foyers imposables.

## Déclencheur
Le temps passant, il se trouve que Linghu Yu (令狐愚), le neveu maternel de Wang Ling, est nommé inspecteur de la province de Yan, en récompense des services rendus au Wei. Linghu se retrouve en poste à Ping'e (平阿縣), avec de nombreux soldats sous ses ordres, ce qui donne à l'oncle et au neveu le contrôle de fait de la région de Huainan. Peu après, Wang Ling est nommé à un poste haut placé au sein du "Ministère des Travaux" (司空). Après que Sima Yi ait réussi à éliminer Cao Shuang et son clan, Wang Ling reçoit le titre de "Grand Commandant" (太尉), ainsi qu'une hache de cérémonie, symbole de son autorité. Il se trouve que ce poste est purement honorifique, ce qui, de fait, prive Wang de tout commandement militaire. Cette « promotion » rend Wang Ling suspicieux envers Sima Yi et, après avoir discuté avec son neveu Linghu Yu, il comprend que Cao Fang, l'empereur du Wei est inapte à remplir sa fonction. L'oncle et le neveu commencent à comploter pour remplacer l'empereur par Cao Biao (en) (曹彪), le Prince de Chu (楚王), et transférer la capitale à Xuchang.
Pendant le 9e mois lunaire de 249, Linghu Yu envoie Zhang Shi (張式), un de ses subordonnés, à Boma (白馬) pour prendre contact avec Cao Biao. De son côté, Wang Ling envoie quelqu'un à Luoyang pour informer, Wang Guang (王廣), son fils, du complot. Wang Guang répond en mettant en garde son père sur les conséquences de son complot : « Vouloir changer de dirigeant peut provoquer un désastre. » Xi Zuochi (en) mentionne dans le Han Jin Chunqiu (漢晉春秋) que Wang Guang écrit une longue lettre à son père, dans laquelle il lui explique que Cao Shuang a perdu le pouvoir parce qu’il avait perdu le soutien du peuple alors que la politique de Sima Yi est beaucoup plus populaire, ce qui rend le clan Sima difficile à renverser. Pour Pei Songzhi, cette lettre est un faux forgé par Xi Zuochi, car le ton et le style employés dans cette lettre sont très différents de ceux des précédentes lettres de Wang Guang.

## Rébellion
Lors du 11e mois lunaire de la même année, Linghu Yu envoie à nouveau Zhang Shi contacter Cao Biao. Cependant, Linghu meurt de maladie avant le retour de Zhang. En 250, un scintillement est observé dans la constellation de la Petite Ourse. Wang Ling dit alors "Quand une étoile apparaît dans la louche, cela signifie que quelqu'un va avoir une occasion unique à saisir." Selon le Wei lüe, Wang Ling n'a pas su interpréter lui-même les étoiles et a demandé à ses proches de le faire. Dans une tentative de lui plaire, les proches en question lui mentent en lui disant que c'est le signe qu'un nouveau dirigeant va prendre le pouvoir. Wang Ling affirma alors sa volonté de se rebeller.
Durant le printemps 251, une armée du Wu s'approche de Tushui (塗水). Wang Ling en profite pour demander à la cour impériale du Wei la permission de prendre la tête de son armée pour attaquer l'ennemi. Son idée est d'utiliser l'attaque du Wu comme un moyen de dissimuler sa rébellion. Lorsqu'il reçoit cette demande, Sima Yi sent qu'il y a quelque chose d'étrange dans l'attitude de Wang Ling et il ne donne pas suite. Wang Ling envoie alors Yang Hong (楊弘) informer Huang Hua (黃華), le nouvel inspecteur de la province de Yan, sur la rébellion en préparation. Mal lui en prit, car Yang et Huang le trahissent en révélant tout à Sima Yi, qui est mis au courant le 4e mois lunaire de l'année 251.
Dès qu'il apprend la nouvelle, Sima Yi mobilise immédiatement des troupes pour attaquer Wang Ling, et quitte la capitale du Wei au plus vite, assisté par Zhuge Dan, le Général qui Pacifie l'Est. Pour rejoindre le Souchun au plus vite, les soldats sont transportés par voie fluviale. Une fois arrivé sur place, Sima envoie un de ses secrétaires auprès de Wang Ling pour lui offrir le pardon et lui demander de se rendre. Dans le même temps, son armée avance jusqu'à être à 100 Chi de la base de Wang, pour lui mettre la pression. Wang Ling sait parfaitement qu'il n'a pas assez d'hommes pour faire face à Sima Yi et décide de stopper sa révolte. Il envoie Wang Yu (王彧), un de ses subordonnés, auprès de Sima pour lui remettre ses excuses, ainsi que son sceau officiel et sa hache de cérémonie. Le Wei lüe reproduit en détail le contenu des deux lettres d'excuse écrites par Wang Ling à Sima Yi.
Quand l'armée de Sima Yi arrive à Qiutou (丘頭), Wang Ling se lie lui-même les mains, comme on le ferait à un prisonnier, pour montrer sa repentance. Conformément aux ordres de l'empereur, Sima Yi envoie un Registrar (主簿) délier Wang et le rassure avant de lui rendre son sceau officiel et sa hache de cérémonie. Peu de temps après, Wang Ling a une conversation avec Sima Yi, avec toutefois une distance de 10 zhang entre eux deux. Wang Ling savait parfaitement que ce qu'il avait fait était un crime extrêmement grave, et il voulait savoir jusqu'à quel point Sima était sincère lorsqu'il parlait de pardon. Lors de cette conversation, Wang demande un cercueil à Sima Yi, qui le lui donne. Après cette entrevue, Sima Yi renvoie Wang Ling à Luoyang, la capitale du Wei, avec une escorte de 600 hommes. Wang n'atteint jamais à la capitale, préférant se suicider en ingérant du poison, lorsqu'il arrive au Xian de Xiang(項縣) pendant le 5e mois lunaire de l'année 251. Selon leWei lüe, juste avant de se tuer, Wang Ling se serait exclamé, "J'ai vécu 80 ans. Et ma réputation est détruite aussi facilement!" Selon le Jin Ji (晉紀), avant de se suicider, à Xiang, Wang Ling s’arrêta à un autel à la mémoire de Jia Kui et dit, "Jia Liangdao, seuls les dieux savent que Wang Ling est vraiment loyal au Wei.",
La cour impériale du Wei ordonna à Cao Biao de se suicider et fit exécuter tous ceux qui avaient conspiré avec lui, ainsi que leurs familles. Les cadavres de Wang Ling et Linghu Yu furent exhumés de leurs tombes et exposés en public pendant trois jours dans la ville la plus proche, pendant que leurs sceaux officiels et leurs habits de fonction étaient brûlés et enterrés à part.

## Conséquences
Après cette rébellion, de nombreux officiels du Wei comprirent que Sima Yi et son clan avaient le pouvoir bien en main; ce qui leur permit d'affirmer leur position dans une cour divisée entre leurs partisans et ceux de la famille impériale des Cao. Cette première révolte influença les deuxième et troisième rébellions au Shouchun, qui visèrent le même but : chasser les Sima du pouvoir et rendre le pouvoir à la famille Cao.
Pendant la révolte, Sima Yi, qui avait simulé une maladie grave avant l'incident des tombes de Gaoping, tombe réellement malade et meurt en septembre 251. Son poste et son ascendant sur l'empereur sont récupérés par son fils ainé, Sima Shi, qui doit immédiatement faire face à une tentative d’assassinat et à une seconde rébellion au Shouchun.
Cette révolte peut aussi être considérée comme un tournant dans le déclin du Wei et marquer le début de l'ascension du clan Sima. Sima Yan, le petit-fils de Sima Yi, met fin au Royaume de Wei et achève d'unifier les Trois Royaumes en 280, au profit de la Dynastie Jin.

## Ordre de bataille
|  | Armée de Wang Ling - Wang Ling (en) - Wang Yu (王彧) - Cao Biao (en) (曹彪), Prince de Chu (楚王) - Linghu Yu (令狐愚) - Zhang Shi (張式) | armée du Wei - Sima Yi - Zhuge Dan, le Général qui Pacifie l'Est |

## Voir également
- Trois rébellions au Shouchun